# كالي تايمي
كالي تايمي (بالفنلندية: Kalle Taimi)‏ هو لاعب كرة قدم فنلندي في مركز الدفاع، ولد في 27 يناير 1992 في توركو في فنلندا. لعب مع سينايوين يالكابالوكيرهو.

## وصلات خارجية
- كالي تايمي على موقع الاتحاد الأوربي (الإنجليزية)
- كالي تايمي على موقع قاعدة بيانات كرة القدم.إي يو (الإنجليزية)
- كالي تايمي على موقع ناشيونال فوتبول تيمز (الإنجليزية)
- كالي تايمي على موقع Soccerway.com (الإنجليزية)
- كالي تايمي على موقع عالم كرة القدم.نت (الإنجليزية)